# Mount McKenny
Mount McKenny ist ein 1890 m hoher Berg im ostantarktischen Viktorialand. In den Usarp Mountains ragt er 6 km südöstlich des Mount Toogood am südlichen Ende der Daniels Range auf.
Der United States Geological Survey kartierte ihn anhand eigener Vermessungen und mithilfe von Luftaufnahmen der United States Navy aus den Jahren zwischen 1960 und 1963. Das Advisory Committee on Antarctic Names benannte ihn 1964 nach Clarence Daniel McKenny (* 1915), der im Rahmen des United States Antarctic Research Program als Meteorologe 1959 und 1961 auf der Amundsen-Scott-Südpolstation sowie 1963 auf der Eights-Station tätig war.